# Реактор з надкритичною водою

Схема реактора з надкритичною водою.

Реактор з надкритичною водою (supercritical water reactor, SCWR) — це концептуальний реактор IV покоління, розроблений як реактор на легкій воді (LWR), який працює при надкритичному тиску (тобто більше 22,1 МПа). Термін «критична» в цьому контексті відноситься до критичної точки води, і його не слід плутати з концепцією критичності ядерного реактора.
Вода, нагріта в активній зоні реактора, стає надкритичною рідиною вище критичної температури 374 °C, перехід від рідини, що більше нагадує рідку воду, до рідини, що більше нагадує насичену пару (яку можна використовувати в паровій турбіні), без проходження чіткого фазового переходу кипіння.
На відміну від цього, водно-водяні реактори (PWR) мають первинний контур охолодження рідкої води під критичним тиском, транспортуючи тепло від активної зони реактора до вторинного контуру охолодження, де пара для приводу турбін виробляється в котлі (що називається парогенератором). Киплячі реактори (BWR) працюють при ще більш низькому тиску, при цьому процес кипіння для утворення пари відбувається в активній зоні реактора.
Надкритичний парогенератор — це перевірена технологія. Розробка систем SCWR вважається перспективним досягненням для атомних електростанцій через його високу теплову ефективність (~45 % проти ~33 % для поточних реакторів на легкій воді) та простішу конструкцію. Станом на 2012 рік цю концепцію досліджували 32 організації в 13 країнах.

## Історія
У Радянському Союзі та в Сполучених Штатах вже в 1950-х і 1960-х роках експериментували з реакторами з перегрітою парою, що працюють при підкритичному тиску, наприклад, Білоярська атомна електростанція, Pathfinder і бонус програми GE Operation Sunrise. Це не SCWR. SCWR розроблялися з 1990-х років. Розробляються як SCWR на легкій воді з корпусом реактора під тиском, так і SCWR типу CANDU з напірними трубками.
Книга 2010 року включає концептуальне проєктування та методи аналізу, такі як проєктування активної зони, система установки, динаміка та керування станцією, запуск та стабільність установки, безпека, проєктування реакторів на швидких нейтронах тощо.
У документі 2013 року в 2015 році було завершено випробування прототипного паливного контуру. У 2014 році було завершено кваліфікаційний тест палива
У книзі 2014 року було показано концептуальний проєкт реактора реактора теплового спектру (Super LWR) і реактора на швидких нейтронах (Super FR), а також експериментальні результати теплової гідравліки, матеріалів і взаємодій між матеріалом і теплоносієм.

## Конструкція

### Сповільнювач-теплоносій
Реактор з надкритичною водою працює при надкритичному тиску. Теплоносієм на виході з реактора є надкритична вода. Як сповільнювач нейтронів і теплоносій використовують легку воду. Вище критичної точки пара і рідина стають однаковою щільністю і не розрізняються, усуваючи потребу в герметиках і парогенераторах (PWR) або струминних /рециркуляційних насосах, парових сепараторах і осушувачах (BWR). Крім того, уникаючи кипіння, SCWR не створює хаотичних порожнеч (бульбашок) з меншою щільністю та впливом на сповільнювач. У реакторі на легкій воді це може вплинути на теплопередачу та потік води, а зворотний зв'язок може ускладнити прогнозування та керування потужністю реактора. Для прогнозування розподілу потужності необхідний нейтронний і теплогідравлічний розрахунок. Спрощення SCWR має зменшити витрати на будівництво та підвищити надійність та безпеку. SCWR на легкій воді використовує водяні стрижні з теплоізоляцією, а SCWR типу CANDU зберігає сповільнювач води в резервуарі Calandria. Активна зона реактора на швидких нейтронах типу SCWR LWR використовує щільну решітку тепловиділяючих елементів як висококонверсійний реактор на легкій воді. SCWR на швидких нейтронах має переваги більш високої щільності потужності, але потребує палива з змішаних оксидів плутонію та урану, яке буде доступним при переробці.

### Керування
У SCWR, ймовірно, будуть керуючі стрижні, вставлені через верх, як це робиться в водно-водяних реакторах.

### Матеріал
Умови всередині SCWR суворіші, ніж у LWR, LMFBR і надкритичних установках на викопному паливі (з якими було накопичено великий досвід, хоча це не включає поєднання суворого середовища та інтенсивного нейтронного випромінювання). SCWR потребують більш високих стандартів матеріалів активної зони (особливо паливної оболонки), ніж будь-який з них. Дослідження та розробки зосереджені на:
- Хімія надкритичної води під впливом радіації (запобігання корозійного розтріскування під напругою та підтримка корозійної стійкості під впливом нейтронного випромінювання та високих температур)
- Стабільність розмірів і мікроструктури (запобігає крихкості, зберігає міцність і стійкість до повзучості також при радіації та високих температурах)
- Матеріали, які одночасно протистоять суворим умовам і не поглинають занадто багато нейтронів, що впливає на економію палива

## Переваги
- Надкритична вода має чудові властивості теплопередачі, що забезпечує високу щільність потужності, невелику активну зону та невелику захисну структуру.
- Використання надкритичного циклу Ренкіна з його типово вищими температурами покращує ефективність (буде ~45 % проти ~33 % поточних водно-водяних/киплячих реакторах).
- Така більша ефективність призведе до кращої економії палива та меншого завантаження палива, зменшуючи залишкове тепло.
- SCWR, як правило, розроблений у вигляді прямого циклу, при якому пара або гаряча надкритична вода з активної зони використовується безпосередньо в паровій турбіні. Це робить дизайн простим. Оскільки киплячий реактор простіший за водно-водяний, SCWR набагато простіший і компактніший, ніж менш ефективний киплячий реактор з такою ж електричною потужністю. Усередині корпусу під тиском немає парових сепараторів, парових осушувачів, внутрішніх рециркуляційних насосів або рециркуляційного потоку. Конструкція являє собою одноразовий, прямий цикл, найпростіший тип циклу. Збережена теплова та радіологічна енергія в меншій активній зоні та його (первинному) контурі охолодження також буде меншою, ніж у киплячого або водно-водяного реактора.[8]
- Вода рідка при кімнатній температурі, дешева, нетоксична та прозора, що спрощує перевірку та ремонт (порівняно з реакторами з рідкометалевим теплоносієм).
- SCWR на швидких нейтронах може бути реактором-розмножувачем, подібно до запропонованого Clean and Environmentally Safe Advanced Reactor[en], і може спалювати довгоживучі ізотопи актинідів.
- Важководний SCWR може виробляти паливо з торію (в 4 рази більше, ніж уран). Подібно до CANDU, він також може використовувати незбагачений природний уран, якщо надається достатнє сповільнення нейтронів.
- Технологічне тепло може бути доставлено при більш високих температурах, ніж це дозволяють інші реактори з водяним охолодженням

## Недоліки
- Нижчий запас води (через компактний первинний контур) означає меншу теплоємність для буферування перехідних процесів та аварій (наприклад, втрата потоку живильної води або велика аварія з втратою теплоносія[en]), що призводить до аварій та перехідних температур, які є занадто високими для звичайної металевої оболонки.[9]

Однак аналіз безпеки SCWR на легкій воді показав, що критерії безпеки задовольняються при аваріях та аномальних перехідних процесах, включаючи повну втрату потоку та втрату теплоносія. :97,104Через одноразовий цикл охолоджуючої рідини не відбувається двостороннього розриву. Активна зона охолоджується вимушеним потоком при аварії втрати теплоносія.
- Більш високий тиск у поєднанні з більш високою температурою, а також більшим підвищенням температури в центрі (порівняно з киплячими та водно-водяними реакторами) призводять до збільшення механічних і термічних навантажень на матеріали корпусу, які важко вирішити. У конструкції на легкій воді, внутрішня стінка корпусу реактора під тиском охолоджується вхідним теплоносієм як водно-водяний реактор. Випускні форсунки теплоносія оснащені термомуфтами. Конструкція напірної трубки, де активна зона розділена на менші трубки для кожного паливного каналу, має потенційно менше проблем, оскільки трубки меншого діаметру можуть бути набагато тоншими, ніж масивні одинарні судини під тиском, а трубка може бути ізольована зсередини за допомогою інертної керамічної ізоляції, щоб вона могла працювати при низькій температурі (вода корпусу активної зони).[10]

Теплоносій значно зменшує свою щільність на кінці активної зони, що призводить до необхідності розміщення там додаткового сповільнювача. Конструкція SCWR на легкій воді використовує водяні стрижні в паливних збірках. Більшість конструкцій SCWR типу CANDU використовують корпус активної зони, де частина потоку живильної води направляється через верхні трубки через активну зону, що забезпечує додаткове сповільнення нейтронів в цій області. Це має додаткову перевагу в тому, що можна охолоджувати всю стінку судини живильною водою, але призводить до складного та матеріально-вимогливого (висока температура, високі перепади температур, висока радіація) внутрішнього розташування корпусу активної зони та заповнення. Знову ж таки, конструкція напірної трубки має потенційно менше проблем, оскільки більшість сповільнювача знаходиться в корпусі активної зони при низьких температурах і тиску, що зменшує вплив щільності охолоджуючої рідини на сповільнення, а фактична напірна трубка може охолоджуватись водою з корпусу активної зони.
- Потрібна широка розробка матеріалів і дослідження хімії надкритичної води під дією радіації
- Необхідні спеціальні процедури запуску, щоб уникнути нестабільності до того, як вода досягне надкритичних умов. Нестабільність керується співвідношенням витрати потужності та теплоносія як у киплячому реакторі.
- SCWR на швидких нейтронах потрібна відносно складна активна зона реактора, щоб мати негативний паровий коефіцієнт. Але однопрохідний потік теплоносія можливий.
- Як і у випадку з усіма альтернативами широко розповсюдженим нині конструкціям (здебільшого з підкритичним водяним охолодженням, реакторами на теплових нейтронах з водяним сповільнювачем), буде менше постачальників технологій і деталей і менше досвіду, принаймні на початку, ніж десятиліттями перевірена технологія або її еволюційні вдосконалення, такі як реактори покоління III+
- Хімічна прокладка може вести себе кардинально інакше, оскільки властивості розчину надкритичної води значно відрізняються від властивостей рідкої води. У цей час більшість реакторів з водою під тиском використовують борну кислоту для контролю реактивності на початку вигоряння
- Залежно від конструкції заправка під час роботи[en] може бути неможливою. У той час як CANDU здатні заправлятися під час роботи, інші реактори з водяним сповільнювачем — ні.